# Mercury Marine

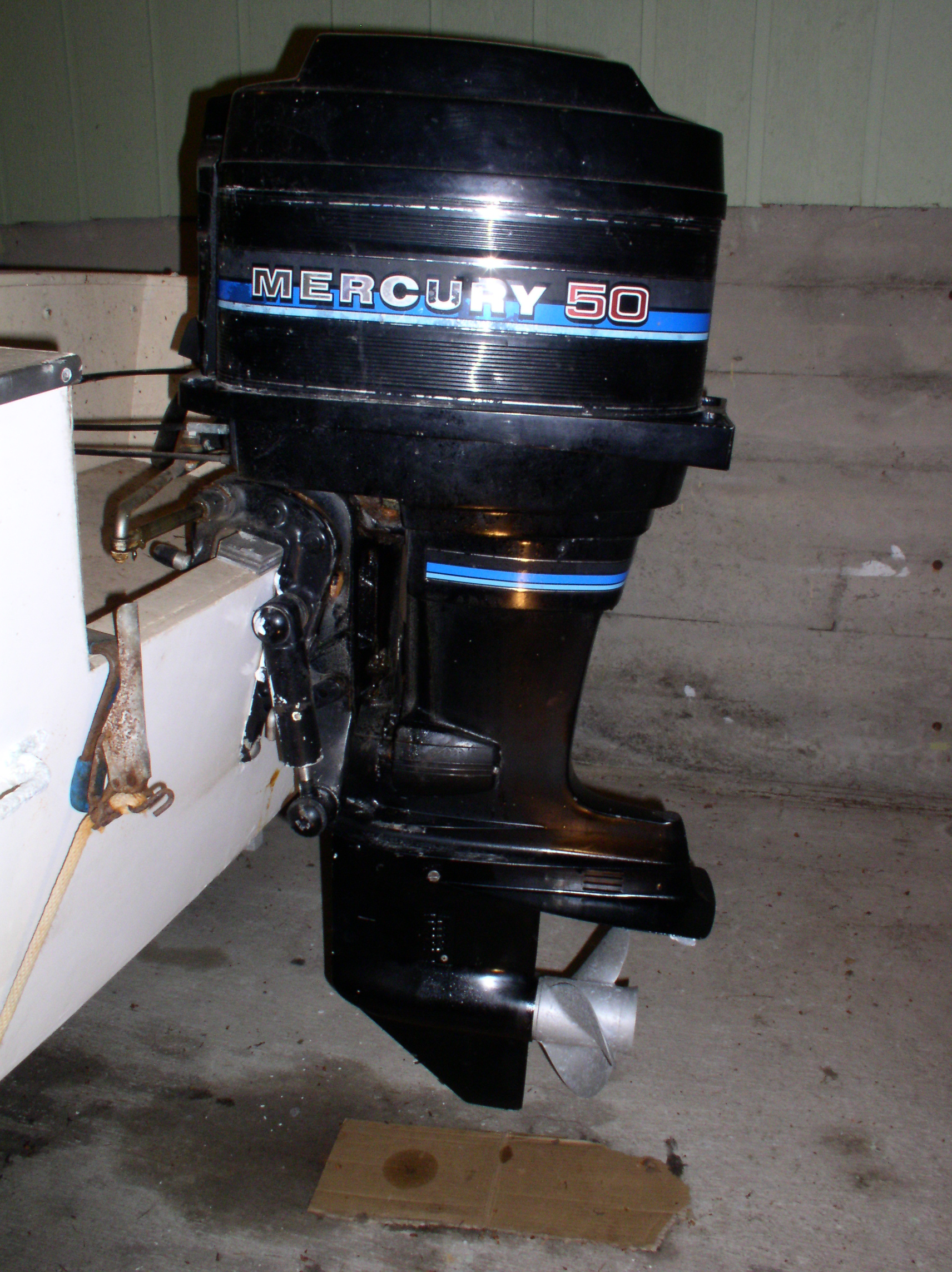
Un motore Mercury da 50 HP fuoribordo, del 1980 circa

Mercury Marine, fondata nel 1939, produce motori marini con i marchi Mercury, Mercury Racing, MerCruiser e Mariner outboards (per i mercati esterni agli USA). Inoltre fanno parte di Mercury Marine i marchi Quicksilver Marine parts & accessories, Arvor & Black Fin (imbarcazioni) e CMD (Cummins MerCruiser Diesel). Alcune divisioni del gruppo sono: Mercury Precision Parts and Accessories, Mercury Jet Drives (motori jet anziché  ad elica) e Mercury Propellers (produzione propria di eliche per motori fuoribordo e entrofuoribordo da 20 a 1200 cavalli).
Da oltre 10 anni detiene il titolo di fuoribordo più venduti nel mercato Italiano.
Le vendite maggiori del gruppo si registrano tra i motori fuoribordo.
La Mercury Marine è una divisione della Brunswick Corporation,  di Lake Forest (Illinois), USA.

## Storia
Kiekhaefer Mercury venne fondata nel 1939 dall'ing. Carl Kiekhaefer dopo l'acquisizione di un piccolo costruttore di motori fuoribordo di Cedarburg (Wisconsin). Kiekhaefer ebbe l'idea originale di creare una società, la Kiekhaefer Corporation, per fabbricare separatori magnetici per l'industria. L'acquisto comprendeva un numero di 300 motori difettati da aggiustare. Kiekhaefer e collaboratori ripararono i motori e li vendettero alla Montgomery Ward. I motori furono talmente buoni che ne ordinarono altri. Kiekhaefer iniziò quindi a progettare motori ex novo, meglio dei competitori; adottò il logo del Dio mitologico Mercurio.
Kiekhaefer ricevette oltre 16.000 ordini al New York Boat Show del 1940.

## Produzione
Mercury si avvale della giapponese Tohatsu per la produzione di motori fuoribordo sotto i 30 cv (della quale detiene il 49 % delle azioni), La gamma 40 - 50 - 60 cv viene prodotta in Cina in uno stabilimento di proprietà e soggetto al controllo da parte della sede centrale e nel proprio quartier generale di Fond du Lac nel Wisconsin, dove sono concentrate le produzioni dei motori sopra i 75 cv.

### Fuoribordo

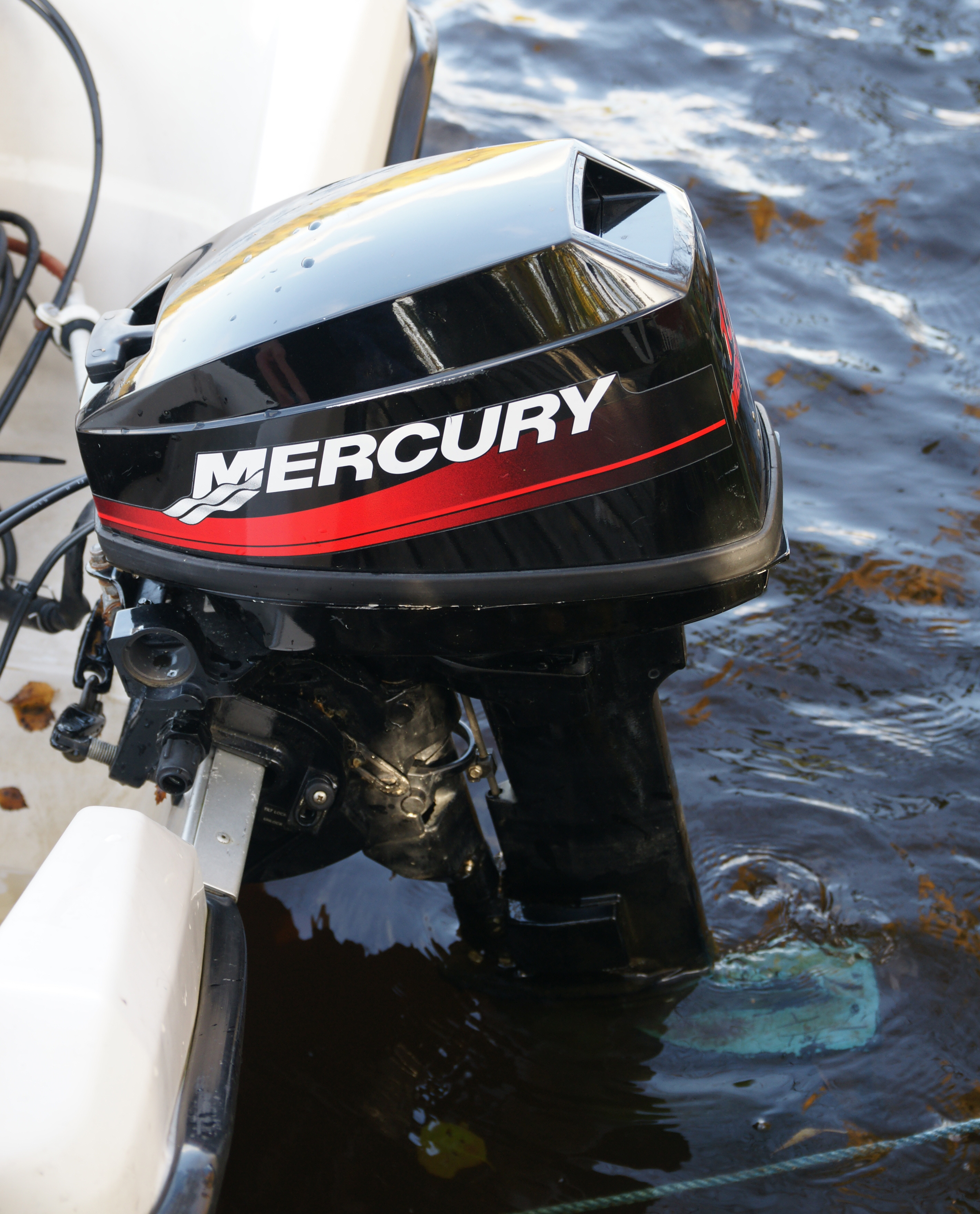
Un fuoribordo Mercury

La gamma Fuoribordo va dai 2,5 ai 600 cavalli, divisi in 4 categorie: 
- Verado con potenze da 250 cv a 600 cv, della serie fanno parte i V8, V10 e V12.
- FourStroke con potenze da 2,5 cv a 150 cv.
- MotorGuide fuoribordo elettrici di piccole potenze.

I motori con potenze inferiori ai 30 cv sono prodotti dalla giapponese Tohatsu.
- Mercury Racing divisione che si occupa di sviluppare motori entro fuoribordo e fuoribordo da corsa.
- Avator Fuoribordo elettrici premium con potenza da 750 Watt a 3500 Watt.

#### Mercury V12 500 HP & 600 HP
Il Mercury Verado V12, introdotto nel 2021, è un motore da 7400cm³ con 12 cilindri a V, in grado di sviluppare fino a 600 cavalli. Fuoribordo più potente di tutti è il primo a disporre 12 cilindri a V, con una serie di innovazioni tecniche tra cui il cambio (automatico) e doppia elica. Questo motore porta sempre più in alto il primato di potenza che Mercury detiene oramai da diversi anni.

### Entrobordo ed Entrofuoribordo
La divisione MerCruiser produce motori entrobordo ed entrofuoribordo benzina e diesel.

#### Benzina
I motori MerCruiser a benzina entrobordo, venduti anche come entrofuoribordo, hanno potenze che vanno dai 260 cavalli fino ai 420. 
Molti motori a benzina, ad esempio il 4.3L, nati a carburatore, sono stati prodotti ad iniezione MPI (multiport), elettronici, per consentire minori emissioni e consumi.

#### Diesel
I motori marini diesel sono prodotti dalla Cummins MerCruiser Diesel (CMD), una joint venture tra Mercury Marine-MerCruiser e Cummins.

#### Gruppi poppieri

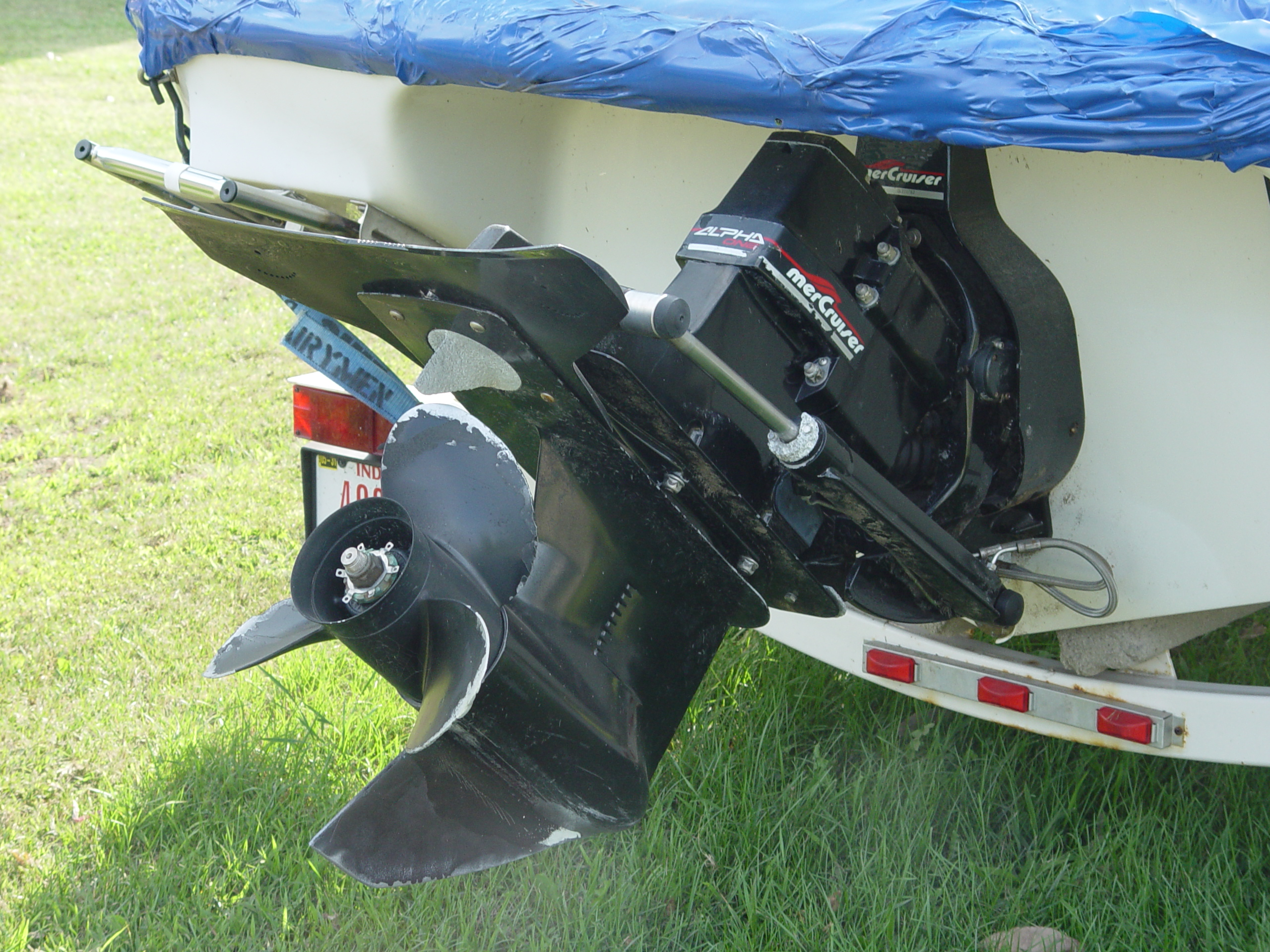
Un gruppo poppiero Mercruiser

I gruppi poppieri sono prodotti dalla MerCruiser:
- Alpha One: monoelica, è progettato per motorizzazioni fino a 4.3L di cilindrata (per motori a benzina) e 1.7L (per motori Diesel).
- Bravo One: affidabile e robusto, monoelica, è un piede proposto dal produttore per barche performanti e per motori anche superiori ai 5.0L di cilindrata, come il 7.4L a benzina o il 2.8L Diesel.
- Bravo Two: la cui parte superiore è identica al Bravo Three, ma lo scarpone è molto più allungato e capace di portare anche eliche molto grandi, è progettato per imbarcazioni pesanti e non troppo veloci, ma con necessità di uscire dall'acqua rapidamente. Essendo un piede monoelica è molto diffuso sulle imbarcazioni da trasporto.
- Bravo Three: dichiarato adatto per la manovrabilità in fase d'approdo. Bravo three è munito di una coppia di eliche in acciaio controrotanti, che permettono di ridurre al minimo gli effetti dell'elica sul timone. Viene solitamente applicato su motori a benzina anche da 7.4L di cilindrata oltre che per motori Diesel di grandi potenze.
- Vazer: è un piede nato nel 2008 abbinato all'omonimo motore da 100 cavalli a benzina.